# Львівська обласна рада депутатів трудящих X скликання
Львівська обласна рада депутатів трудящих десятого скликання — представничий орган Львівської області у 1965—1967 роках.
Нижче наведено список депутатів Львівської обласної ради 10-го скликання, обраних 14 березня 1965 року в загальних та особливих округах. Всього до Львівської обласної ради 10-го скликання було обрано 300 депутатів.
| Прізвище, ім'я, по-батькові          | Місто чи район                                        | Виборчий округ                | Посада | Примітки         |
| ------------------------------------ | ----------------------------------------------------- | ----------------------------- | --- | ---------------- |
| Абрамов Володимир Микитович          | особливий округ                                       |                               | командир 28-го корпусу ППО 8-ї окремої армії ППО, генерал-лейтенант авіації                                      |                  |
| Андрушко Орест Дмитрович             | Старосамбірський район                                | Гусаківський № 245            | директор радгоспу «Нижанковицький» села Міженець Старосамбірського р-ну                                          |                  |
| Анищик Георгій Степанович            | особливий округ                                       |                               | 1-й заступник командувача військ Прикарпатського військового округу, генерал-лейтенант танкових військ           |                  |
| Аносов Олексій Григорович            | місто Львів                                           | Залізничний № 35              | шофер Львівського автобусного парку                                                                              |                  |
| Антоненко Борис Тихонович            | Бродівський район                                     | Бродівський № 97              | прокурор Львівської області                                                                                      |                  |
| Антонова Віра Степанівна             | Сокальський район                                     | Боб'ятинський № 232           | головний лікар Тартаківської лікарні Сокальського р-ну                                                           |                  |
| Арендарчук Ольга Миколаївна          | Жидачівський район                                    | Бережницький № 137            | телятниця колгоспу «Радянська Україна» села Бережниця Жидачівського р-ну                                         |                  |
| Бабич Георгій Іванович               | Стрийський район                                      | Славський № 266               | начальник Львівського обласного управління лісового господарства і лісозаготівель                                |                  |
| Баб'як Іван Якович                   | Городоцький район                                     | Вовчищовицький № 110          | тракторист колгоспу імені Я.Галана села Вовчищовичі Городоцького р-ну                                            |                  |
| Байкалова Віра Іванівна              | Бродівський район                                     | Бродівський № 98              | швея-мотористка Бродівської швейної фабрики                                                                      |                  |
| Баланюк Отилія Адамівна              | Дрогобицький район                                    | Доброгостівський № 128        | завідувачка бібліотеки села Уличне Дрогобицького р-ну                                                            |                  |
| Бандровський Генріх Йосипович        | місто Львів                                           | Брюховицький № 67             | 1-й секретар Львівського міськкому КПУ                                                                           |                  |
| Барняк Анастасія Григорівна          | місто Львів                                           | Залізничний № 29              | робітниця Львівського електровакуумного заводу                                                                   |                  |
| Батіг Марія Йосипівна                | Турківський район                                     | Лімнянський № 276             | доярка колгоспу імені Котовського села Хащів Турківського р-ну                                                   |                  |
| Бей Петро Степанович                 | Радехівський район                                    | Бишівський № 213              | зоотехнік колгоспу імені ХХІІ з'їзду КПРС села Бишів Радехівського р-ну                                          |                  |
| Бенько Катерина Іванівна             | місто Львів                                           | Залізничний № 34              | робітниця Львівського телевізорного заводу                                                                       |                  |
| Березюк Ірина Степанівна             | Жидачівський район                                    | Берездовецький № 138          | ланкова колгоспу «Комуніст» села Берездівці Жидачівського р-ну                                                   |                  |
| Берендович Катерина Василівна        | Городоцький район                                     | Городоцький № 112             | ланкова колгоспу імені Шевченка міста Городок Городоцького р-ну                                                  |                  |
| Бибик Ганна Дмитрівна                | Стрийський район                                      | Завадівський № 262            | свинарка колгоспу імені Івана Франка села Завадів Стрийського р-ну                                               |                  |
| Білаш Олена Костянтинівна            | Самбірський район                                     | Дублянський № 224             | заступник директора Дублянської середньої школи Самбірського р-ну                                                |                  |
| Богданович Григорій Йосипович        | місто Львів                                           | Залізничний № 31              | начальник управління Львівської залізниці                                                                        |                  |
| Богоніс Григорій Іванович            | Самбірський район                                     | Чайковицький № 230            | голова колгоспу «Прогрес» села Чайковичі Самбірського р-ну                                                       |                  |
| Бойко Іван Йосипович                 | місто Львів                                           | Залізничний № 30              | бригадир монтажників Львівського будівельного управління № 13                                                    |                  |
| Бокало Дарія Михайлівна              | Городоцький район                                     | Комарнівський № 115           | доярка колгоспу «Перше травня» міста Комарне Городоцького р-ну                                                   |                  |
| Бондар Павло Степанович              | Самбірський район                                     | Садковицький № 229            | голова Самбірського райвиконкому                                                                                 |                  |
| Борсук Петро Панасович               | місто Львів                                           | Залізничний № 24              | слюсар Львівського холодокомбінату                                                                               |                  |
| Босенко Ганна Єфремівна              | місто Львів                                           | Ленінський № 9                | артистка Львівського театру імені Марії Заньковецької                                                            |                  |
| Брич Петро Кирилович                 | Жидачівський район                                    | Розвадівський № 149           | голова Жидачівського райвиконкому                                                                                |                  |
| Бублейник Іван Федорович             | Перемишлянський район                                 | Брюховицький № 193            | голова колгоспу «Росія» села Костенів Перемишлянського р-ну                                                      |                  |
| Бульба Григорій Савич                | місто Дрогобич                                        | Дрогобицький № 77             | секретар партійної організації Стебницького калійного комбінату                                                  |                  |
| Венгльовська Юлія Петрівна           | Городоцький район                                     | Березецький № 108             | завідувачка ферми колгоспу «Нове життя» села Березець Городоцького р-ну                                          |                  |
| Веселовська Марія Дмитрівна          | Старосамбірський район                                | Раківський № 247              | ланкова колгоспу «Росія» села Лютовиська Старосамбірського р-ну                                                  |                  |
| Видай Катерина Миколаївна            | Кам'янсько-Бузький район                              | Прибужанівський № 173         | агроном колгоспу імені Івана Франка села Батятичі Кам'янсько-Бузького району                                     |                  |
| Вировець Євген Тихонович             | Турківський район                                     | Верхньовисоцький № 273        | голова Турківського райвиконкому                                                                                 |                  |
| Височанський Іван Юліанович          | директор Боринської середньої школи Турківського р-ну | Боринський № 271              | Турківський район                                                                                                |                  |
| Вінсковська Марія Степанівна         | Дрогобицький район                                    | Гаївський № 127               | ланкова колгоспу імені Енгельса села Нижні Гаї Дрогобицького р-ну                                                |                  |
| Вовків Ганна Володимирівна           | Стрийський район                                      | Волосянківський № 256         | ланкова Волосянківського відділка Славського допоміжного господарства Стрийського р-ну                           |                  |
| Вовчанський Юрій Васильович          | Дрогобицький район                                    | Новокропивницький № 131       | голова Новокропивницької сільської ради Дрогобицького р-ну                                                       |                  |
| Вожов Григорій Михайлович            | місто Львів                                           | Залізничний № 45              | апаратник Львівської масло-жирової фірми «Жовтень»                                                               |                  |
| Волошин Марія Миколаївна             | Городоцький район                                     | Чернівський № 122             | ланкова колгоспу «Комуніст» села Черневе Городоцького р-ну                                                       |                  |
| Волошиновський Степан Іванович       | Золочівський район                                    | Єлиховичівський № 158         | начальник Золочівського районного сільськогосподарського виробничого управління                                  |                  |
| Вольський Василь Григорович          | Пустомитівський район                                 | Оброшинський № 207            | директор Науково-дослідного інституту землеробства і тваринництва західних районів УРСР                          |                  |
| Вороненко Григорій Васильович        | Турківський район                                     | Ясеницький № 279              | голова Львівського обласного об'єднання «Сільгосптехніка»                                                        |                  |
| Вороньок Ганна Денисівна             | Жидачівський район                                    | Жирівський № 144              | головний зоотехнік радгоспу «Ходорівський» міста Ходорів Жидачівського р-ну                                      |                  |
| Воскобійник Таїсія Петрівна          | місто Львів                                           | Ленінський № 10               | заступник директора по навчальній частині середньої школи № 4 міста Львова                                       |                  |
| Гаврилюк Антон Маркович              | місто Львів                                           | Ленінський № 14               | машиніст бульдозера Львівського управління механізації № 538 тресту «Промхімсантехмонтаж»                        |                  |
| Гаврилюк Іван Кіндратович            | місто Самбір                                          | Самбірський № 81              | майстер ремонтно-силового цеху Самбірського цукрового заводу                                                     |                  |
| Гавришко Євгенія Йосипівна           | Яворівський район                                     | Івано-Франківський № 282      | лікар Івано-Франківської лікарні Яворівського р-ну                                                               |                  |
| Гарасим Степан Федорович             | місто Стрий                                           | Стрийський № 84               | слюсар Стрийського ремонтно-механічного заводу «Металіст»                                                        |                  |
| Гевак Любомира Степанівна            | місто Львів                                           | Шевченківський № 56           | робітниця хлібозаводу № 2 Львівського хлібокомбінату                                                             |                  |
| Гіщак Степанія Степанівна            | Жидачівський район                                    | Журавненський № 145           | вчителька Журавненської середньої школи Жидачівського р-ну                                                       |                  |
| Гладка Раїса Олексіївна              | Дрогобицький район                                    | Солонський № 136              | директор Колпецької восьмирічної школи Дрогобицького р-ну                                                        |                  |
| Гладун Роман Степанович              | місто Львів                                           | Ленінський № 13               | робітник Львівського обласного ремонтно-будівельного управління № 1                                              |                  |
| Глущенко Ілля Петрович               | місто Львів                                           | Залізничний № 37              | завідувач кафедри деталей машин Львівського політехнічного інституту                                             |                  |
| Гнидюк Микола Якимович               | Дрогобицький район                                    | Гірський № 134                | заступник голови Львівського облвиконкому                                                                        |                  |
| Говядін Микола Фадійович             | Бродівський район                                     | Пеняківський № 102            | голова Бродівського райвиконкому                                                                                 |                  |
| Голупайда Надія Михайлівна           | місто Львів                                           | Ленінський № 19               | апаратник Львівського заводу «Реактив»                                                                           |                  |
| Гонтаренко Василь Іванович           | Сокальський район                                     | Великомостівський № 234       | голова Сокальського райвиконкому                                                                                 |                  |
| Гончар Михайло Тимофійович           | Нестеровський район                                   | Малехівський № 184            | ректор Львівського сільськогосподарського інституту                                                              |                  |
| Горбач Роман Іванович                | Стрийський район                                      | Підгородецький № 265          | начальник Стрийського районного сільськогосподарського виробничого управління                                    |                  |
| Горбачов Віктор Федорович            | місто Червоноград                                     | Червоноградський № 94         | бригадир очисного вибою шахти № 1 «Червоноградська» тресту «Червоноградвугілля»                                  |                  |
| Горєлов Сергій Дмитрович             | особливий округ                                       |                               | 1-й заступник командувача 57-ї повітряної армії Прикарпатського військового округу, генерал-лейтенант авіації    |                  |
| Городиловський Йосип Володимирович   | Золочівський район                                    | Поморянський № 160            | голова колгоспу «Зоря» селища Поморяни Золочівського р-ну                                                        |                  |
| Гошко Ганна Марківна                 | Перемишлянський район                                 | Болотнянський № 191           | зоотехнік колгоспу імені Карла Маркса села Іванівка Перемишлянського р-ну                                        |                  |
| Гринкевич Степан Данилович           | Кам'янсько-Бузький район                              | Великоколоднянський № 166     | голова Великоколоднянської сільської ради Кам'янсько-Бузького району                                             |                  |
| Гринь Марія Олексіївна               | Бродівський район                                     | Олеський № 101                | зоотехнік колгоспу «Вільне життя» села Ожидів Бродівського р-ну                                                  |                  |
| Груба Ольга Степанівна               | Бродівський район                                     | Підкамінський № 103           | агроном колгоспу імені 17 Вересня села Паликорови Бродівського р-ну                                              |                  |
| Грузинов Микола Васильович           | Нестеровський район                                   | Магерівський № 183            | голова Нестеровського райвиконкому                                                                               |                  |
| Грущак Лариса Михайлівна             | Самбірський район                                     | Воле-Баранецький № 223        | зоотехнік колгоспу імені Щорса села Воля Баранецька Самбірського р-ну                                            |                  |
| Губка Марія Миколаївна               | Перемишлянський район                                 | Перемишлянський № 198         | вчителька Перемишлянської середньої школи                                                                        |                  |
| Гуляницький Анатолій Олександрович   | місто Львів                                           | Рудненський № 46              | директор Львівського заводу автонавантажувачів                                                                   |                  |
| Дашавець Ярослав Петрович            | Городоцький район                                     | Пнікутський № 117             | головний інженер радгоспу «Крукеницький» села Пнікут Городоцького р-ну                                           |                  |
| Деменко Алла Іванівна                | місто Стрий                                           | Стрийський № 86               | лікар Стрийської міської лікарні                                                                                 |                  |
| Деменков Степан Михайлович           | Стрийський район                                      | Дашавський № 258              | слюсар Дашавського сажового заводу Стрийського р-ну                                                              |                  |
| Джугало Володимир Федорович          | місто Самбір                                          | Самбірський № 82              | заступник голови Львівського облвиконкому                                                                        |                  |
| Дзвоник Олексій Якович               | Бродівський район                                     | Заболотцівський № 99          | тракторист колгоспу імені Чапаєва села Заболотці Бродівського р-ну                                               |                  |
| Дзидз Катерина Михайлівна            | Яворівський район                                     | Нагачівський № 284            | доярка колгоспу «Прогрес» села Нагачів Яворівського р-ну                                                         |                  |
| Діденко Іван Олексійович             | особливий округ                                       |                               | заступник командувача військ Прикарпатського військового округу                                                  |                  |
| Дідух Йосип Михайлович               | місто Львів                                           | Залізничний № 32              | робітник Львівського паровозо-вагоноремонтного заводу                                                            |                  |
| Дмитришин Степан Захарович           | Кам'янсько-Бузький район                              | Милятинський № 170            | голова колгоспу імені ХХІ з'їзду КПРС міста Буськ Кам'янсько-Бузького району                                     |                  |
| Добриніна Меланія Кирилівна          | місто Львів                                           | Шевченківський № 55           | бригадир Львівської кондитерської фірми «Світоч»                                                                 |                  |
| Доленко Григорій Назарович           | місто Львів                                           | Ленінський № 5                | директор Інституту геології і геохімії горючих копалин АН УРСР                                                   |                  |
| Дриго Петро Омелянович               | місто Львів                                           | Залізничний № 25              | машиніст тепловоза локомотивного депо Львів-Захід                                                                |                  |
| Дубик Михайло Васильович             | місто Дрогобич                                        | Дрогобицький № 75             | бригадир малярів Дрогобицького будівельного управління № 41                                                      |                  |
| Дудикевич Богдан Корнилович          | місто Львів                                           | Шевченківський № 57           | директор Львівського філіалу Центрального музею В.І.Леніна                                                       |                  |
| Думінська Марія Дмитрівна            | Золочівський район                                    | Балучинський № 153            | свинарка колгоспу «Авангард» селища Красне Золочівського р-ну                                                    |                  |
| Дурдинець Василь Васильович          | Пустомитівський район                                 | Великогорожанківський № 201   | 1-й секретар Львівського обкому ЛКСМУ                                                                            |                  |
| Дюс Ольга Федорівна                  | Старосамбірський район                                | Великолінинський № 243        | ланкова колгоспу імені Леніна села Велика Лінина Старосамбірського р-ну                                          |                  |
| Дяченко Онисія Іванівна              | Радехівський район                                    | Радехівський № 217            | вчителька Радехівської середньої школи                                                                           |                  |
| Єременко Анатолій Петрович           | місто Львів                                           | Шевченківський № 65           | голова Львівського раднаргоспу                                                                                   |                  |
| Єременко Федір Ісакович              | Перемишлянський район                                 | Свірзький № 199               | начальник Львівського обласного управління будівництва і експлуатації шосейних шляхів                            |                  |
| Жагаляк Марія Василівна              | Старосамбірський район                                | Новоміський № 246             | головний лікар Новоміської дільничної лікарні Старосамбірського р-ну                                             |                  |
| Завадка Йосип Федорович              | місто Львів                                           | Ленінський № 1                | технік Львівського обласного відділу в справах будівництва і архітектури                                         |                  |
| Завалій Юрій Іванович                | Бродівський район                                     | Топорівський № 106            | голова Соколівської сільської ради Бродівського р-ну                                                             |                  |
| Задвірний Гнат Пилипович             | Золочівський район                                    | Почапівський № 159            | директор Скварявської середньої школи Золочівського р-ну                                                         |                  |
| Задорецький Максим Максимович        | Жидачівський район                                    | Роздольський № 150            | варщик пива Роздольського пивоварного заводу                                                                     |                  |
| Задорожний Григорій Григорович       | Дрогобицький район                                    | Винниківський № 125           | агроном колгоспу «Україна» села Винники Дрогобицького р-ну                                                       |                  |
| Заєць Марія Василівна                | Золочівський район                                    | Підлипецький № 161            | бригадир колгоспу імені Кузнєцова села Струтинь Золочівського р-ну                                               |                  |
| Закрой Георгій Гаврилович            | місто Дрогобич                                        | Дрогобицький № 76             | 1-й секретар Дрогобицького міськкому КПУ                                                                         |                  |
| Запотічна Ганна Остапівна            | Яворівський район                                     | Прилбичівський № 288          | ланкова колгоспу «Росія» села Прилбичі Яворівського р-ну                                                         |                  |
| Зарічна Ганна Степанівна             | Сокальський район                                     | Бутинський № 233              | свинарка колгоспу імені 17 Вересня села Двірці Сокальського р-ну                                                 |                  |
| Зачепило Марія Олексіївна            | місто Львів                                           | Залізничний № 40              | огладач вагонів пасажирського депо станції Львів Львівської залізниці                                            |                  |
| Знак Григорій Степанович             | місто Львів                                           | Шевченківський № 50           | робітник Львівського пивзаводу                                                                                   |                  |
| Зубко Софія Іванівна                 | Старосамбірський район                                | Головецьківський № 244        | голова Головецьківської сільської ради Старосамбірського р-ну                                                    |                  |
| Іванченко Андрій Антонович           | Кам'янсько-Бузький район                              | Новосілківський № 171         | голова Кам'янсько-Бузького райвиконкому                                                                          |                  |
| Іващенко Анатолій Степанович         | Перемишлянський район                                 | Великоглібовицький № 194      | голова Перемишлянського райвиконкому                                                                             |                  |
| Ігнатенко Євгенія Василівна          | місто Львів                                           | Залізничний № 44              | майстер Львівського механічного заводу                                                                           |                  |
| Ільницька Лілія Яківна               | Турківський район                                     | Турківський № 278             | лікар Турківської районної лікарні                                                                               |                  |
| Ільчишин Наталія Андріївна           | Городоцький район                                     | Родатичівський № 119          | зоотехнік колгоспу «Україна» села Родатичі Городоцького р-ну                                                     |                  |
| Кавас Галина Матвіївна               | Яворівський район                                     | Яворівський № 292             | майстер Яворівського овочесушильноконсервного комбінату                                                          |                  |
| Калакутський Федір Костянтинович     | Бродівський район                                     | Пониквянський № 104           | бригадир хмільрадгоспу «Броди» міста Броди Бродівського р-ну                                                     |                  |
| Каленський Василь Павлович           | місто Червоноград                                     | Червоноградський № 91         | бригадир прохідників шахти № 2 «Великомостівська» тресту «Червоноградвугілля»                                    |                  |
| Калушко Зінаїда Василівна            | Турківський район                                     | Вовченський № 274             | агроном колгоспу імені Кірова села Вовче Турківського р-ну                                                       |                  |
| Калюжний Микола Федорович            | Дрогобицький район                                    | Рихтицький № 135              | голова Дрогобицького райвиконкому                                                                                |                  |
| Касюхнич Володимир Васильович        | Стрийський район                                      | Лисовицький № 264             | голова Стрийського райвиконкому                                                                                  |                  |
| Кириченко Микола Власович            | особливий округ                                       |                               | 1-й заступник начальника Політуправління Прикарпатського військового округу, генерал-майор                       |                  |
| Кіт Надія Яківна                     | Бродівський район                                     | Лешнівський № 100             | завідувачка сільського клубу села Шнирів Бродівського р-ну                                                       |                  |
| Клименко Микола Якович               | місто Львів                                           | Залізничний № 23              | слюсар паровозного депо Львів-Схід                                                                               |                  |
| Климчук Марія Марківна               | Радехівський район                                    | Лопатинський № 215            | доярка колгоспу імені Радянської Армії селища Лопатин Радехівського р-ну                                         |                  |
| Коваленко Йосип Васильович           | Старосамбірський район                                | Хирівський № 255              | 1-й секретар Старосамбірського райкому КПУ                                                                       |                  |
| Ковалик Євдокія Миколаївна           | Нестеровський район                                   | Гійченський № 176             | зоотехнік колгоспу імені Петровського села Гійче Нестеровського району                                           |                  |
| Коваль Ганна Миколаївна              | Радехівський район                                    | Сеньківський № 218            | голова Радехівського райвиконкому                                                                                |                  |
| Когут Зіновія Іванівна               | місто Львів                                           | Залізничний № 39              | робітниця Львівської фабрики паперово-білових виробів                                                            |                  |
| Кожан Іван Михайлович                | Стрийський район                                      | Тухольківський № 269          | голова Тухольківської сільської ради Стрийського р-ну                                                            |                  |
| Козинець Олександра Прокопівна       | місто Борислав                                        | Бориславський № 71            | голова Бориславського міськвиконкому                                                                             |                  |
| Козланюк Петро Степанович            | місто Львів                                           | Шевченківський № 63           | голова правління Львівського відділення Спілки письменників України                                              | помер 19.03.1965 |
| Коляда Ганна Максимівна              | Сокальський район                                     | Сілецький № 238               | робітниця Волсвинської птахофабрики Сокальського р-ну                                                            |                  |
| Кондзьола Ганна Михайлівна           | Городоцький район                                     | Галичанівський № 113          | ланкова колгоспу імені Мічуріна села Галичани Городоцького р-ну                                                  |                  |
| Корецький Василь Степанович          | Дрогобицький район                                    | Лішнянський № 129             | начальник Дрогобицького районного сільськогосподарського виробничого управління                                  |                  |
| Костирко Анатолій Степанович         | Жидачівський район                                    | Новороздольський № 151        | головний інженер Роздольського гірничо-хімічного комбінату                                                       |                  |
| Костін Михайло Данилович             | місто Червоноград                                     | Гірницький № 95               | бригадир очисного вибою шахти № 3 «Великомостівська» тресту «Червоноградвугілля»                                 |                  |
| Коцовський Семен Григорович          | Жидачівський район                                    | Вербицький № 140              | бригадир колгоспу імені ХХІІ з'їзду КПРС села Вербиця Жидачівського р-ну                                         |                  |
| Кравчук Марія Яківна                 | Золочівський район                                    | Золочівський № 157            | хімік Золочівського цукрового заводу                                                                             |                  |
| Крайненко Іван Семенович             | Городоцький район                                     | Шегинівський № 123            | голова Городоцького райвиконкому                                                                                 |                  |
| Кривуляк Іван Франкович              | Кам'янсько-Бузький район                              | Новояричівський № 172         | головний лікар Кам'янсько-Бузької районної лікарні                                                               |                  |
| Крицька Надія Іванівна               | Яворівський район                                     | Повітненський № 286           | вчителька Суховільської неповно-середньої школи Яворівського р-ну                                                |                  |
| Кріль Михайло Федорович              | Нестеровський район                                   | Новоскварявський № 186        | тракторист колгоспу імені Шевченка села Сопошин Нестеровського району                                            |                  |
| Крюков Микола Петрович               | Яворівський район                                     | Немирівський № 285            | голова Яворівського райвиконкому                                                                                 |                  |
| Куваєв Дмитро Феофанович             | особливий округ                                       |                               | у прикордонних військах Західного округу КДБ, полковник                                                          |                  |
| Кузнецов Костянтин Дмитрович         | Пустомитівський район                                 | Пустомитівський № 209         | завідувач Львівського обласного фінансового відділу                                                              |                  |
| Кузь Василь Григорович               | місто Львів                                           | Ленінський № 3                | бригадир будівельного управління № 52 тресту «Львівжитлобуд»                                                     |                  |
| Кулинич Зоя Федорівна                | Сокальський район                                     | Угнівський № 242              | зоотехнік колгоспу «Прикордонник» села Карів Сокальського р-ну                                                   |                  |
| Кундик Степан Васильович             | Дрогобицький район                                    | Підбузький № 133              | бригадир радгоспу «Підбузький» селища Підбуж Дрогобицького р-ну                                                  |                  |
| Куцевол Василь Степанович            | Жидачівський район                                    | Монастирецький № 147          | 1-й секретар Львівського обкому КПУ                                                                              |                  |
| Кушнєрова Олександра Василівна       | Дрогобицький район                                    | Меденицький № 130             | секретар Львівського облвиконкому                                                                                |                  |
| Лапшин Микола Павлович               | місто Стрий                                           | Стрийський № 83               | голова Стрийського міськвиконкому                                                                                |                  |
| Лінник Зоя Архипівна                 | Нестеровський район                                   | Звертівський № 179            | голова Львівської обласної планової комісії                                                                      |                  |
| Лозинська Софія Дем'янівна           | Яворівський район                                     | Рясненський № 289             | бригадир колгоспу «Іскра» села Ясниська Яворівського р-ну                                                        |                  |
| Луник Микола Павлович                | Золочівський район                                    | Куровичівський № 162          | голова Львівської облспоживспілки                                                                                |                  |
| Луцюк Іван Никифорович               | Золочівський район                                    | Ремезівцівський № 163         | голова Золочівського райвиконкому                                                                                |                  |
| Лучко Михайло Прокопович             | місто Львів                                           | Шевченківський № 53           | робітник Львівського інструментального заводу                                                                    |                  |
| Лях Віра Тимофіївна                  | місто Борислав                                        | Бориславський № 69            | швея Бориславського філіалу Дрогобицької швейної фірми «Зоря»                                                    |                  |
| Мазур Володимир Степанович           | Старосамбірський район                                | Скелівський № 251             | голова правління Львівського облміжколгоспбуду                                                                   |                  |
| Мазурик Василь Григорович            | місто Борислав                                        | Бориславський № 68            | робітник Бориславського хімічного заводу                                                                         |                  |
| Максимович Микола Григорович         | місто Львів                                           | Ленінський № 17               | ректор Львівського державного університету імені Франка                                                          |                  |
| Малачинська Станіслава Михайлівна    | Самбірський район                                     | Бісковицький № 221            | завідувачка ферми колгоспу імені Мічуріна села Бісковичі Самбірського р-ну                                       |                  |
| Малюта Ядвіга Павлівна               | місто Львів                                           | Ленінський № 22               | машиніст цигарконабивного цеху Львівської тютюнової фабрики                                                      |                  |
| Манастирський Роман Ярославович      | Самбірський район                                     | Луківський № 226              | завідувач Львівського обласного відділу охорони здоров'я                                                         |                  |
| Мартиняк Василь Петрович             | Перемишлянський район                                 | Вовківський № 195             | бригадир колгоспу імені Кірова села Чемеринці Перемишлянського р-ну                                              |                  |
| Марченко Ніна Савівна                | місто Львів                                           | Залізничний № 26              | монтажниця Львівського машинобудівного заводу                                                                    |                  |
| Масляк Михайло Васильович            | Старосамбірський район                                | Старосамбірський № 254        | голова Старосамбірського райвиконкому                                                                            |                  |
| Мастеляк Степан Юрійович             | Жидачівський район                                    | Вільховецький № 141           | бригадир колгоспу «Світанок» села Туради Жидачівського р-ну                                                      |                  |
| Матвіїв Ганна Микитівна              | Дрогобицький район                                    | Броницький № 124              | бригадир колгоспу імені Чапаєва села Брониця Дрогобицького р-ну                                                  |                  |
| Матківська Ганна Василівна           | Турківський район                                     | Матківський № 277             | ланкова радгоспу «Карпати» села Верхнє Гусине Турківського р-ну                                                  |                  |
| Махоньок Тимофій Андрійович          | Сокальський район                                     | Белзький № 231                | 1-й секретар Сокальського райкому КПУ                                                                            |                  |
| Мелешко Яків Якович                  | місто Львів                                           | Ленінський № 15               | слюсар Львівського заводу будівельних виробів тресту «Львівжитлобуд»                                             |                  |
| Мельник Марія Григорівна             | Пустомитівський район                                 | Щирецький № 212               | вчителька Щирецької середньої школи Пустомитівського р-ну                                                        |                  |
| Миколайчук Олександр Степанович      | Старосамбірський район                                | Добромильський № 249          | агроном колгоспу імені Дзержинського села Солянуватка Старосамбірського р-ну                                     |                  |
| Миронова Марія Леонтіївна            | місто Львів                                           | Ленінський № 6                | бригадир-телеграфіст Львівського поштамту                                                                        |                  |
| Михайлов Броніслав Михайлович        | місто Львів                                           | Шевченківський № 60           | бригадир Львівської шкіряної фірми «Світанок»                                                                    |                  |
| Михаличко Ольга Петрівна             | Пустомитівський район                                 | Підберезецький № 208          | зоотехнік Чишківського відділення радгоспу «Винниківський» села Чишки Пустомитівського р-ну                      |                  |
| Михалюньо Олег Федорович             | місто Борислав                                        | Бориславський № 70            | бурильник Бориславської контори розвідувального буріння                                                          |                  |
| Міцкан Василь Степанович             | Сокальський район                                     | Правдівський № 237            | голова Трудолюбівської сільської ради Сокальського р-ну                                                          |                  |
| Москв'як Михайло Григорович          | місто Львів                                           | Ленінський № 20               | наладчик Львівського заводу фрезерних верстатів                                                                  |                  |
| Музичка Катерина Василівна           | Городоцький район                                     | Переможненський № 118         | голова Коропузької сільської ради Городоцького р-ну                                                              |                  |
| Мусянович Володимир Михайлович       | місто Львів                                           | Шевченківський № 62           | начальник конструкторського відділу Львівського хіміко-фармацевтичного заводу                                    |                  |
| Муховський Роман Якович              | місто Львів                                           | Шевченківський № 52           | слюсар Львівського заводу газової апаратури                                                                      |                  |
| Нагорний Андрій Тимофійович          | Кам'янсько-Бузький район                              | Буський № 165                 | директор Буської школи-інтернату                                                                                 |                  |
| Назарчук Петро Данилович             | Пустомитівський район                                 | Верхньобілківський № 202      | голова Пустомитівського райвиконкому                                                                             |                  |
| Накрийко Анастасія Макарівна         | Радехівський район                                    | Нововитківський № 216         | ланкова колгоспу імені Богдана Хмельницького села Корчин Радехівського р-ну                                      |                  |
| Наливайко Ганна Федорівна            | Стрийський район                                      | Яблунівський № 270            | доярка колгоспу «Прогрес» села Яблунівка Стрийського р-ну                                                        |                  |
| Недзельський Степан Миколайович      | місто Дрогобич                                        | Стебницький № 79              | бурильник-підривник Стебницького калійного комбінату                                                             |                  |
| Новак Ольга Данилівна                | Золочівський район                                    | Глинянський № 155             | телятниця колгоспу імені Шевченка селища Глиняни Золочівського р-ну                                              |                  |
| Новокрещенов Юрій Михайлович         | місто Львів                                           | Залізничний № 36              | шліфувальник Львівського заводу автотракторних запасних частин                                                   |                  |
| Овчаренко Михайло Микитович          | Городоцький район                                     | Градівський № 114             | начальник Львівського обласного статистичного управління                                                         |                  |
| Окіпський Іван Михайлович            | місто Львів                                           | Ленінський № 21               | бригадир комплексної бригади Львівського домобудівного комбінату тресту «Львівжитлобуд»                          |                  |
| Олійник Володимир Антонович          | місто Львів                                           | Шевченківський № 49           | бригадир Львівського конвейєробудівельного заводу                                                                |                  |
| Олійник Тетяна Тимофіївна            | Пустомитівський район                                 | Борщовицький № 200            | робітниця тепличного комбінату радгоспу «Жовтневий» села Лисиничі Пустомитівського р-ну                          |                  |
| Оліщук Петро Григорович              | Сокальський район                                     | Стенятинський № 240           | голова колгоспу імені Калініна села Ільковичі Сокальського р-ну                                                  |                  |
| Опришко Мирослава Степанівна         | місто Стрий                                           | Стрийський № 87               | робітниця Стрийського філіалу взуттєвої фірми «Прогрес»                                                          |                  |
| Остапенко Андрій Маркіянович         | Нестеровський район                                   | Туринківський № 189           | 1-й секретар Нестеровського райкому КПУ                                                                          |                  |
| Павленко Марія Панасівна             | місто Самбір                                          | Самбірський № 80              | голова Самбірського міськвиконкому                                                                               |                  |
| Павлик Ганна Григорівна              | Турківський район                                     | Завадівський № 275            | ланкова колгоспу імені Маяковського села Завадівка Турківського р-ну                                             |                  |
| Павлів Євген Іванович                | Бродівський район                                     | Пониковицький № 105           | комбайнер колгоспу «Правда» села Пониковиця Бродівського р-ну                                                    |                  |
| Павлів Петро Іванович                | місто Львів                                           | Ленінський № 11               | слюсар складального цеху Львівського автобусного заводу                                                          |                  |
| Падалка Анатолій Захарович           | Радехівський район                                    | Вузлівський № 214             | завідувач відділу партійних органів Львівського обкому КПУ                                                       |                  |
| Пазан Марія Семенівна                | Кам'янсько-Бузький район                              | Красненський № 169            | зоотехнік колгоспу «Шлях Леніна» села Утішків Кам'янсько-Бузького району                                         |                  |
| Паламарчук Степанія Петрівна         | місто Стрий                                           | Стрийський № 85               | муляр Стрийського вагоноремонтного заводу                                                                        |                  |
| Панков Анатолій Олексійович          | місто Трускавець                                      | Трускавецький № 90            | голова Трускавецького міськвиконкому                                                                             |                  |
| Петринець Степанія Василівна         | Жидачівський район                                    | Подорожненський № 148         | ланкова колгоспу імені Чапаєва села Зарічне Жидачівського р-ну                                                   |                  |
| Петров Іван Миколайович              | Жидачівський район                                    | Жидачівський № 143            | бригадир електриків Жидачівського картонно-паперового комбінату                                                  |                  |
| Петрушко Владислав Іванович          | місто Львів                                           | Ленінський № 16               | заступник голови Львівського облвиконкому                                                                        |                  |
| Писко Іван Григорович                | Самбірський район                                     | Крукеницький № 225            | бригадир колгоспу імені Івана Франка села Крукениця Самбірського р-ну                                            |                  |
| Пицюра Дмитро Іванович               | Золочівський район                                    | Золочівський № 156            | голова Львівської обласної ради професійних спілок                                                               |                  |
| Піменова Ярослава Михайлівна         | місто Львів                                           | Залізничний № 27              | робітниця Львівського заводу мотовелосипедів                                                                     |                  |
| Пірко Іван Васильович                | Пустомитівський район                                 | Верхньодорожненський № 203    | 1-й секретар Пустомитівського райкому КПУ                                                                        |                  |
| Пісоцький Ілля Степанович            | Яворівський район                                     | Верблянський № 280            | механізатор колгоспу «Дружба» села Вербляни Яворівського р-ну                                                    |                  |
| Плахова Тетяна Іванівна              | місто Львів                                           | Шевченківський № 64           | головний лікар Львівської обласної клінічної лікарні «ОХМАТДИТу»                                                 |                  |
| Полотнюк Дарія Дмитрівна             | місто Львів                                           | Ленінський № 2                | письменниця |                  |
| Поляков Валентин Степанович          | місто Львів                                           | Шевченківський № 61           | бригадир Львівського об'єднаного заводу будівельних виробів                                                      |                  |
| Поручник Микола Михайлович           | Самбірський район                                     | Бабинський № 220              | бригадир колгоспу імені Кірова села Бабине Самбірського р-ну                                                     |                  |
| Прийма Стефанія Петрівна             | місто Львів                                           | Шевченківський № 58           | робітниця Львівської взуттєвої фірми «Прогрес»                                                                   |                  |
| Прихода Марія Іванівна               | місто Львів                                           | Шевченківський № 51           | робітниця головного підприємства Львівської фірми «Маяк»                                                         |                  |
| Процюк Олександр Андрійович          | Сокальський район                                     | Тартаківський № 241           | бригадир колгоспу «Зоря комунізму» села Тартаків Сокальського р-ну                                               |                  |
| Прус Галина Терентіївна              | Кам'янсько-Бузький район                              | Добротвірський № 167          | інженер Добротвірської ДРЕС Кам'янсько-Бузького району                                                           |                  |
| Пузяк Ярослав Олегович               | Яворівський район                                     | Чернилявський № 290           | бригадир колгоспу «1-ше Травня» села Залужжя Яворівського р-ну                                                   |                  |
| Пушка Юстина Остапівна               | Стрийський район                                      | Стинавський № 267             | ланкова колгоспу «Перемога» села Нижня Стинава Стрийського р-ну                                                  |                  |
| Пушкар Ганна Іванівна                | Перемишлянський район                                 | Бібркський № 190              | головний лікар Бібркської лікарні Перемишлянського р-ну                                                          |                  |
| П'ятницький Петро Петрович           | Пустомитівський район                                 | Сокольницький № 210           | механізатор радгоспу «Перемога» села Соколівка Пустомитівського р-ну                                             |                  |
| Рибалка Григорій Леонтійович         | особливий округ                                       |                               | Львівський обласний військовий комісар                                                                           |                  |
| Романів Софія Федорівна              | Дрогобицький район                                    | Опорівський № 132             | свинарка колгоспу «Маяк» села Летня Дрогобицького р-ну                                                           |                  |
| Руденко Олександр Олександрович      | Яворівський район                                     | Порічанський № 287            | голова колгоспу імені Богдана Хмельницького села Поріччя Яворівського р-ну                                       |                  |
| Рудик Степан Іларіонович             | Жидачівський район                                    | Гніздичівський № 142          | голова Львівського обласного суду                                                                                |                  |
| Ряскіна Катерина Іванівна            | місто Львів                                           | Залізничний № 42              | бригадир Львівського заводу телеграфної апаратури                                                                |                  |
| Савицький Григорій Васильович        | Радехівський район                                    | Сморжівський № 219            | тракторист колгоспу «Росія» села Миколаїв Радехівського р-ну                                                     |                  |
| Сав'як Софія Павлівна                | Кам'янсько-Бузький район                              | Стрептівський № 175           | трактористка колгоспу імені ХХІІ з'їзду КПРС села Тадані Кам'янсько-Бузького району                              |                  |
| Сало Ганна Йосипівна                 | Нестеровський район                                   | Лавриківський № 181           | ланкова колгоспу імені Енгельса села Лавриків Нестеровського району                                              |                  |
| Сахринь Софія Степанівна             | Пустомитівський район                                 | Давидівський № 205            | робітниця Давидівської птахофабрики села Давидів Пустомитівського р-ну                                           |                  |
| Свистун Іван Лаврентійович           | місто Львів                                           | Залізничний № 28              | директор заводу «Львівсільмаш»                                                                                   |                  |
| Сегеда Микола Антонович              | Кам'янсько-Бузький район                              | Ременівський № 174            | начальник Кам'янсько-Бузького районного сільськогосподарського виробничого управління                            |                  |
| Сергієнко Ірина Прокопівна           | Старосамбірський район                                | Нижанковицький № 248          | лакувальниця Нижанковицької меблевої фабрики Старосамбірського р-ну                                              |                  |
| Сидор Володимир Іванович             | Яворівський район                                     | Краковецький № 283            | начальник Львівського обласного управління торгівлі                                                              |                  |
| Сидоров Георгій Захарович            | Жидачівський район                                    | Миколаївський № 146           | 1-й секретар Жидачівського райкому КПУ                                                                           |                  |
| Ситник Михайло Іванович              | Перемишлянський район                                 | Борщівський № 192             | агроном колгоспу імені Мічуріна села Вишнівчик Перемишлянського р-ну                                             |                  |
| Сіра Олександра Корніївна            | місто Львів                                           | Ленінський № 4                | директор Львівської швейної фабрики № 3                                                                          |                  |
| Скрипнюк Фотій Ісакович              | Стрийський район                                      | Козівський № 263              | головний лікар Стрийської районної лікарні                                                                       |                  |
| Скрут Ганна Михайлівна               | Жидачівський район                                    | Бориницький № 139             | доярка колгоспу імені Горького села Чорний Острів Жидачівського р-ну                                             |                  |
| Слюсаренко Віталій Андрійович        | місто Червоноград                                     | Соснівський № 96              | 2-й секретар Львівського обкому КПУ                                                                              |                  |
| Снігур Анатолій Іванович             | Нестеровський район                                   | Рава-Руський № 188            | директор Рава-Руської школи-інтернату Нестеровського р-ну                                                        |                  |
| Сокур Петро Іванович                 | Бродівський район                                     | Ясенівський № 107             | голова колгоспу імені Василя Стефаника села Ясенів Бродівського р-ну                                             |                  |
| Спільник Євген Данилович             | Городоцький район                                     | Великолюбінський № 109        | голова колгоспу імені Леніна села Завидовичі Городоцького р-ну                                                   |                  |
| Стахник Теодозія Дмитрівна           | місто Львів                                           | Ленінський № 8                | робітниця Львівської друкоофсетної фабрики «Атлас»                                                               |                  |
| Стельмах Іван Миколайович            | Стрийський район                                      | Дідушицький № 259             | зоотехнік колгоспу імені Дзержинського села Подорожнє Стрийського р-ну                                           |                  |
| Стефаник Семен Васильович            | Старосамбірський район                                | Стрілківський № 250           | голова Львівського облвиконкому                                                                                  |                  |
| Стефанович Катерина Теодорівна       | Пустомитівський район                                 | Водянський № 204              | доярка колгоспу імені Ілліча села Водяне Пустомитівського р-ну                                                   |                  |
| Стороняк Іван Ілліч                  | Пустомитівський район                                 | Звенигородський № 206         | завідувач Львівського обласного відділу соціального забезпечення                                                 |                  |
| Стратонов Анатолій Степанович        | місто Дрогобич                                        | Дрогобицький № 78             | голова Дрогобицького міськвиконкому                                                                              |                  |
| Стрієр Лейзер Вольфович              | Кам'янсько-Бузький район                              | Кам'янсько-Бузький № 168      | завідувач Львівського обласного відділу комунального господарства                                                |                  |
| Стрільчук Михайло Прокопович         | місто Червоноград                                     | Червоноградський № 93         | бригадир мулярів будівельного управління № 61 тресту «Червонограджитлобуд»                                       |                  |
| Строкова Маргарита Павлівна          | місто Львів                                           | Ленінський № 18               | інженер Львівського інструментально-механічного заводу                                                           |                  |
| Ступницький Леонід Васильович        | Яворівський район                                     | Шклівський № 291              | редактор газети «Вільна Україна»                                                                                 |                  |
| Супітницька Степанія Іванівна        | місто Дрогобич                                        | Дрогобицький № 73             | майстер головного підприємства Дрогобицької швейної фірми «Зоря»                                                 |                  |
| Таланова Іраїда Василівна            | місто Львів                                           | Шевченківський № 47           | начальник хімічної лабораторії Львівського механізованого склозаводу                                             |                  |
| Тарнавський Ілля Євстахійович        | Самбірський район                                     | Вільшаницький № 222           | голова Львівського обласного комітету партійно-державного контролю                                               |                  |
| Телішевська Степанія Степанівна      | Перемишлянський район                                 | Новострілищанський № 197      | ланкова колгоспу імені Лесі Українки Перемишлянського р-ну                                                       |                  |
| Телішевський Тимофій Дмитрович       | Самбірський район                                     | Ралівський № 227              | 1-й заступник голови Львівського облвиконкому                                                                    |                  |
| Телішевський Ярослав Дмитрович       | Нестеровський район                                   | Добросинський № 178           | голова колгоспу «Нове життя» села Добросин Нестеровського району                                                 |                  |
| Тесленко-Садовська Людмила Пилипівна | місто Трускавець                                      | Трускавецький № 89            | завідувачка медичного відділення базового санаторію № 1 курорту «Трускавець»                                     |                  |
| Ткаченко Федір Павлович              | Сокальський район                                     | Жвирківський № 235            | начальник Львівського обласного управління охорони громадського порядку                                          |                  |
| Токарчук Станіслав Артемович         | Нестеровський район                                   | Нестеровський № 185           | гравірувальник-алмазник Нестеровського філіалу Львівської фірми «Райдуга»                                        |                  |
| Трескіна Раїса Петрівна              | Городоцький район                                     | Городоцький № 111             | головний інженер Городоцького філіалу Львівської швейної фірми «Маяк»                                            |                  |
| Тумнікова Марія Іванівна             | місто Львів                                           | Ленінський № 12               | майстер індпошиву одягу Львівської міської фабрики індпошиву та ремонту одягу                                    |                  |
| Удуд Марія Григорівна                | Яворівський район                                     | Добростанівський № 281        | доярка колгоспу імені Ватутіна села Добростани Яворівського р-ну                                                 |                  |
| Федьків Орест Степанович             | Жидачівський район                                    | Ходорівський № 152            | апаратник Ходорівського цукрового комбінату Жидачівського р-ну                                                   |                  |
| Федюра Ганна Іванівна                | Нестеровський район                                   | Липницький № 182              | ланкова колгоспу імені Лесі Українки села Нова Кам'янка Нестеровського району                                    |                  |
| Фігура Текля Іванівна                | Нестеровський район                                   | Деревнянський № 177           | агроном колгоспу імені Свердлова села Любеля Нестеровського району                                               |                  |
| Фолюш Михайло Іванович               | місто Львів                                           | Залізничний № 38              | бригадир мулярів будівельного управління № 12 тресту «Львівпромбуд»                                              |                  |
| Халдєєв Леонід Васильович            | особливий округ                                       |                               | командир військової частини № 3238 Міністерства охорони громадського порядку УРСР, полковник внутрішньої охорони |                  |
| Хімко Ярослав Йосипович              | Сокальський район                                     | Сокальський № 239             | майстер Сокальського будівельного управління № 62                                                                |                  |
| Хомин Віра Федорівна                 | місто Львів                                           | Шевченківський № 59           | робітниця Львівської бавовно-прядильної фабрики                                                                  |                  |
| Хом'як Марія Миколаївна              | Старосамбірський район                                | Старявський № 252             | вчителька Старявської середньої школи Старосамбірського р-ну                                                     |                  |
| Хрипко Леонід Костянтинович          | місто Червоноград                                     | Червоноградський № 92         | голова Червоноградського міськвиконкому                                                                          |                  |
| Цариця Юлія Юріївна                  | Стрийський район                                      | Долішнянський № 260           | телятниця колгоспу «Дружба» села Станків Стрийського р-ну                                                        |                  |
| Цисінський Лев Васильович            | місто Львів                                           | Залізничний № 43              | водій Львівського трамвайно-тролейбусного управління                                                             |                  |
| Цьома Марія Олександрівна            | Сокальський район                                     | Острівський № 236             | доярка радгоспу «Шахтар» села Острів Сокальського р-ну                                                           |                  |
| Чайка Станіслав Михайлович           | Городоцький район                                     | Твіржівський № 121            | комбайнер колгоспу імені Ілліча села Стоянці Городоцького р-ну                                                   |                  |
| Червін Валентина Олексіївна          | Золочівський район                                    | Великовільшаницький № 154     | зоотехнік колгоспу «Україна» села Велика Вільшаниця Золочівського р-ну                                           |                  |
| Чернянський Іван Іванович            | Старосамбірський район                                | Старосолянський № 253         | бригадир колгоспу імені ХХІІ з'їзду КПРС селища Стара Сіль Старосамбірського р-ну                                |                  |
| Чижова Ганна Муратівна               | Пустомитівський район                                 | Тернопільський № 211          | головний лікар Тернопільської дільничної лікарні Пустомитівського р-ну                                           |                  |
| Чорненький Петро Петрович            | Золочівський район                                    | Ясеновецький № 164            | ветеринарний лікар колгоспу імені Леніна села Червоне Золочівського р-ну                                         |                  |
| Чуб Григорій Васильович              | Перемишлянський район                                 | Коросненський № 196           | начальник Львівського обласного управління виробництва і заготівель сільськогосподарських продуктів              |                  |
| Чуксіна Віра Денисівна               | місто Дрогобич                                        | Дрогобицький № 72             | оператор виробничого об'єднання «Дрогобичнафтопереробка»                                                         |                  |
| Чулинда Ігор Григорович              | місто Стрий                                           | Стрийський № 88               | механік Стрийського газопромислового управління                                                                  |                  |
| Швець Марія Іванівна                 | Городоцький район                                     | Судововишнянський № 120       | доярка колгоспу імені Дзержинського міста Судова Вишня Городоцького р-ну                                         |                  |
| Швець Тадей Григорович               | Стрийський район                                      | Довголуцький № 261            | голова правління Стрийської райспоживспілки                                                                      |                  |
| Шевченко Володимир Григорович        | Стрийський район                                      | Сколівський № 268             | начальник Управління Комітету державної безпеки при Раді Міністрів УРСР по Львівській області                    |                  |
| Шеметун Данило Семенович             | Нестеровський район                                   | Потелицький № 187             | начальник Львівського обласного управління водного господарства                                                  |                  |
| Шишко Степанія Петрівна              | місто Дрогобич                                        | Дрогобицький № 74             | бригадир лісопильного цеху Дрогобицького виробничого об'єднання деревообробної промисловості                     |                  |
| Шокало Степанія Василівна            | місто Львів                                           | Залізничний № 33              | робітниця Львівського заводу автонавантажувачів                                                                  |                  |
| Шульган Пелагія Василівна            | Нестеровський район                                   | Куликівський № 180            | свинарка колгоспу імені Тімірязєва селища Куликів Нестеровського району                                          |                  |
| Шумик Магда Миколаївна               | Самбірський район                                     | Рудківський № 228             | ланкова колгоспу «Ленінець» села Новосілки-Гостинні Самбірського р-ну                                            |                  |
| Юдін Іван Єгорович                   | місто Львів                                           | Шевченківський № 66           | токар Львівського заводу «Теплоконтроль»                                                                         |                  |
| Юдіна Лідія Михайлівна               | Стрийський район                                      | Верхньосиньовидненський № 257 | вчителька Верхньосиньовидненської середньої школи Стрийського р-ну                                               |                  |
| Юр'єва Ніна Данилівна                | місто Львів                                           | Шевченківський № 48           | робітниця головного підприємства Львівської фірми «Промінь»                                                      |                  |
| Ягодзінський Аполлон Григорович      | місто Львів                                           | Залізничний № 41              | голова Львівського міськвиконкому                                                                                |                  |
| Якущенко Георгій Данилович           | місто Львів                                           | Ленінський № 7                | директор Львівського державного музею українського мистецтва                                                     |                  |
| Янишин Марія Йосипівна               | Городоцький район                                     | Мостиський № 116              | лікар Мостиської лікарні № 3 Городоцького р-ну                                                                   |                  |
| Янковська Феофанія Федорівна         | місто Львів                                           | Шевченківський № 54           | робітниця Львівської склофірми «Райдуга»                                                                         |                  |
| Ясінський Омелян Михайлович          | Турківський район                                     | Бітлянський № 272             | голова колгоспу імені Свердлова села Верхнє Турківського р-ну                                                    |                  |
| Яцушко Марія Іванівна                | Дрогобицький район                                    | Грушівський № 126             | зоотехнік колгоспу імені Кірова села Добрівляни Дрогобицького р-ну                                               |                  |
| Орлова Валентина Степанівна          | місто Львів                                           | Шевченківський № 63           | начальник Львівського обласного управління побутового обслуговування                                             | дообрана 1965    |

22 березня 1965 року відбулася 1-а сесія Львівської обласної ради депутатів трудящих 10-го скликання. Головою облвиконкому обраний Стефаник Семен Васильович, 1-м заступником голови — Телішевський Тимофій Дмитрович, заступниками голови: Петрушко Владислав Іванович, Гнидюк Микола Якимович, Джугало Володимир Федорович, Тарнавський Ілля Євстахійович. Секретарем облвиконкому обрана Кушнєрова Олександра Василівна.
Обрано виконком Львівської обласної ради 10-го скликання у складі 15 чоловік: Стефаник Семен Васильович — голова облвиконкому; Телішевський Тимофій Дмитрович — 1-й заступник голови облвиконкому; Петрушко Владислав Іванович — заступник голови облвиконкому; Гнидюк Микола Якимович — заступник голови облвиконкому; Джугало Володимир Федорович — заступник голови облвиконкому; Тарнавський Ілля Євстахійович — заступник голови облвиконкому, секретар Львівського обкому КПУ та голова комітету партійно-державного контролю; Кушнєрова Олександра Василівна — секретар облвиконкому; Куцевол Василь Степанович — 1-й секретар Львівського обкому КПУ; Кузнецов Костянтин Дмитрович — завідувач Львівського обласного фінансового відділу; Лінник Зоя Архипівна — голова Львівської обласної планової комісії; Ткаченко Федір Павлович — начальник Львівського обласного управління охорони громадського порядку; Чуб Григорій Васильович — начальник Львівського обласного управління виробництва і заготівель сільськогосподарських продуктів; Ягодзінський Аполлон Григорович — голова Львівського міськвиконкому; Запотічна Ганна Остапівна — ланкова колгоспу «Росія» села Прилбичі Яворівського р-ну; Павлів Петро Іванович — слюсар складального цеху Львівського автобусного заводу.